# Mentális számegyenes
A mentális számegyenes (másik nevén analóg mennyiségi rendszer) agyi lokalizációját tekintve a bilaterális intraparietális sulcusban (kétoldali fali lebeny árkában) foglal helyet. A rendszer a számok nagyságának megértésében játszik szerepet, általa vagyunk képesek számok összehasonlítását végezni, illetve közelítő becsléseket tenni.
Ugyan a mentális számegyenes által képesek vagyunk megérteni a számok nagyságát, mégsem ez az egyetlen rendszer, amivel számosságot reprezentálunk. Ebben a feladatban többek közt a nyelvi modulok (nyelvtani és szemantikai) is részt vesznek. Utóbbiak segítségével vagyunk csak képesek a dolgok pontos számosságát reprezentálni. Vagyis ha a nyelvi modulok által biztosított számnevek és írásbeli számnévjelölési technikák híján lennénk, akkor a számossági ítéletek csak megközelítően lennének pontosak (például 12 helyett nagyjából tíz).

## Zajos reprezentáció
A pontatlanságnak az az oka, hogy a mentális számegyenes reprezentációja zajos, a Weber-törvénynek megfelelően.
Ez a zaj arányos a jel által reprezentált dolog nagyságával: minél nagyobb a jel, annál nagyobb a rárakódó zaj. Ennek a minden jel esetében jelenlévő zajnak tudható be, hogy a mentális számegyenes egyedül nem képes pontosan számosságot reprezentálni.
A Weber-törvény mentális számegyenesre gyakorolt hatása két markánsan megragadható jelenséget hoz létre, melyek reakcióidő-vizsgálatokkal mérhetőek. Az egyik a távolsági hatás, a másik a mérethatás.

### Gyűjtőedény modell
A mennyiségek becslésére javasolt igen személetes metafora. E szerint fejünkben egyfajta gyűjtőedény foglal helyet, amelybe a megbecsülni kívánt halmazt mindegy „beletöltjük”. A halmaz elemei lehetnek diszkrétek, de folytonos mennyiség is, mint például az idő. A betöltés után a rendszer a diszkrét elemeket is folytonos reprezentáció formájában kezeli. Amikor elkezdjük a betöltést, elkezdődik a számlálás is, és ahogy gyűlik a mennyiség, úgy emelkedik az edényben a szintjelző. A becsülni kívánt mennyiséget a szintjelző végső helye mutatja. A becslés során felmerülő pontatlanságok megfelelnek a szintezés osztásközi leolvasásából fakadó pontatlanságoknak, illetve az edényben lévő „víz” (a becsülni kívánt halmaz) hullámzása is nehezíti a pontos meghatározást. Ez a hullámzás pedig arányosan nő a vízoszlop magasságával, azaz a becsülni kívánt halmaz mennyiségével.
Felmerülő kérdések. Maga reprezentáció zajos-e (a vízszint nincs nyugalomban), vagy a kiolvasás folyamata (az osztásköz igazából végtelenül kicsi, csak túl messziről nézzük)?

## Téri jelleg
A mentális számegyenes téri jellegzetességgel bír: a számok balról jobbra növekszenek. Ennek egyik bizonyítéka a SNARC-hatás.